# John Cranko
John Cyril Cranko (Rustenburg, 15 agosto 1927 – Dublino, 26 giugno 1973) è stato un danzatore e coreografo sudafricano con cittadinanza britannica noto per aver portato alla fama internazionale il Balletto di Stoccarda.
A Stoccarda, Cranko è stato il maestro di tre dei maggiori coreografi del XX secolo: Jiří Kylián, John Neumeier e William Forsythe

## Biografia

### Primi anni e periodo londinese
Cranko nasce a Rustenburg nell'ex provincia del Transvaal in Sudafrica. Riceve le prime lezioni di danza a Città del Capo con il miglior insegnante di danza sudafricano del tempo, Dulcie Howes, direttore della scuola di balletto della Università di Città del Capo. Nel 1945 crea la sua prima coreografia su musica della suite dalla Histoire du soldat di Igor' Fëdorovič Stravinskij per il Cape Town Ballet Club.
Nel 1946 si trasferisce a Londra per studiare alla Sadler's Wells Ballet School e l'anno dopo, a novembre, danza nel suo primo ruolo con il Sadler's Wells Ballet.
Cranko collabora con il designer John Piper a Sea Change, presentato al Gaiety Theatre di Dublino nel luglio 1949. I due lavorano poi insieme a The Shadow, messo in scena dal Sadler's Wells Ballet nel 1953. Questi anni segnano nella carriera di Cranko la transizione da danzatore a coreografo a tempo pieno. Il suo ultimo ruolo come danzatore nel Sadler's Wells Ballet è dell'aprile 1950. All'età di 23 anni, Cranko ottiene l'incarico di coreografo stabile del Sadler's Wells Theatre Ballet per la stagione 1950–1951.
Nella stagione 1951, per il Festival of Britain della compagnia, Cranko crea la coreografia del balletto comico Pineapple Poll, su musica di Arthur Sullivan (da poco libera da copyright) e con arrangiamenti di Charles Mackerras. Nel 1954 segue un'altra collaborazione con Mackerras: The Lady and the Fool, su musiche di Giuseppe Verdi.
Nel gennaio 1954 il Sadler's Wells Ballet annuncia la collaborazione di John Cranko e Benjamin Britten per una nuova opera. Cranko progetta una bozza di sceneggiatura per un lavoro che intitola inizialmente The Green Serpent, in cui si fondono elementi di Re Lear, di La bella e la bestia (da lui già elaborata per Sadler's Wells nel 1948) e della fiaba orientale pubblicata da Madame d'Aulnoy con il titolo Serpentin Vert. Egli redige una lista di danze, descrive brevemente l'azione e stabilisce la durata di ogni parte, poi passa il lavoro a Britten che su questa base compone quello che diverrà Il principe delle pagode.
Nello stesso periodo scrive e sviluppa la rivista musicale Cranks, presentata inizialmente al New Watergate Theatre di Londra (dicembre 1955), trasferita poi nel marzo 1956 al St. Martin's Theatre nel West End e nel maggio successivo al Duchess Theatre. Le musiche sono di John Addison, il cast è composto da quattro artisti quali Anthony Newley, Annie Ross, Hugh Bryant (cantanti) e Gilbert Vernon (ballerino). Nel novembre del 1956, dopo un totale di 223 rappresentazioni a Londra, la rivista si trasferisce a Broadway al Bijou Theatre. Di essa esistono incisioni originali pubblicate in un CD. In seguito Cranko riprende il format di Cranks per una nuova rivista intitolata New Cranks al Teatro lirico di Hammersmith dal 26 aprile 1960, con musiche di David Lee e un cast che include Gillian Lynne, Carole Shelley and Bernard Cribbins, ma l'impatto è molto minore.. Nel 1957 crea la coreografia di La Belle Hélène per il Balletto dell'Opéra di Parigi.
Nel 1960 Cranko dirige la prima produzione dell'opera di Britten A Midsummer Night's Dream al festival di Aldeburgh. L'anno dopo, alla prima londinese alla Royal Opera House, Cranko non viene convocato e la direzione viene affidata a John Gielgud.

### Il Balletto di Stoccarda

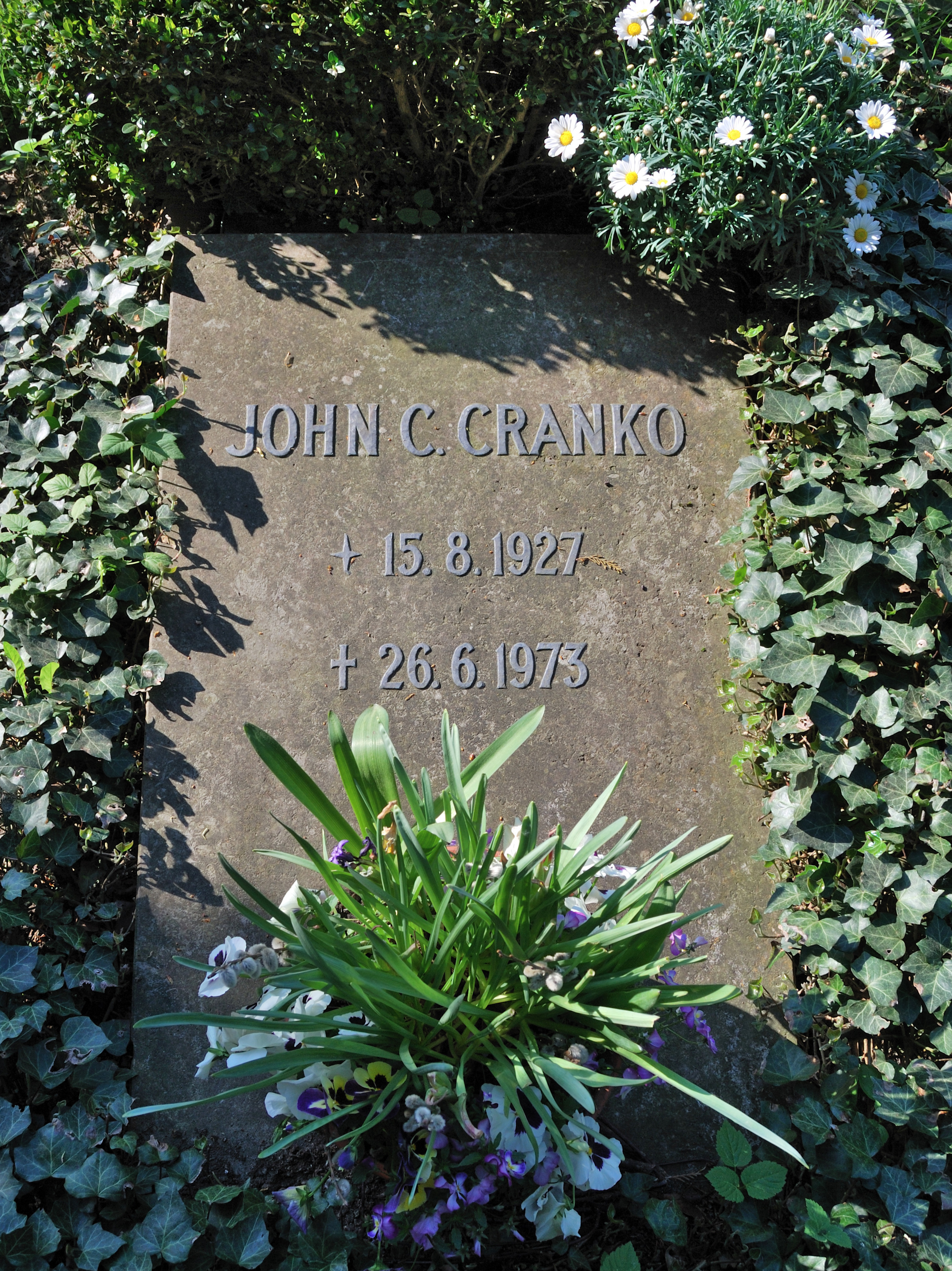
La tomba di John Cranko a Schloss Solitude

Accusato per atti omosessuali, Cranko lascia la Gran Bretagna e si trasferisce a Stoccarda, dove riceve nel 1961 l'incarico di direttore del Balletto di Stoccarda. Qui riunisce attorno a sé un gruppo di artisti talentuosi come Marcia Haydée, Egon Madsen, Richard Cragun, Birgit Keil e Suzanne Hanke. Jiří Kylián, John Neumeier e William Forsythe fanno il loro debutto professionale come solisti e coreografi proprio al Balletto di Stoccarda sotto la guida di Cranko. Tra le coreografie nate a Stoccarda sono da elencare:
- Romeo e Giulietta musica di Sergej Prokof'ev tratto da William Shakespeare, nel 1962
- Onegin nel 1965, un adattamento della novella Eugenio Onegin di Pushkin musica di Tchaikovsky, con orchestrazione di Kurt-Heinz Stolze
- The Taming of the Shrew, adattamento da La bisbetica domata di Shakespeare, nel 1969
- Brouillards, su musica di Claude Debussy, nel 1970
- Carmen, nel 1971 (musica di Georges Bizet, Wolfgang Fortner e Wilfried Steinbrenner)
- Spuren (Traces), su musica di Gustav Mahler, nel 1973

L'opera di Cranko dà una grande spinta al successo internazionale del balletto tedesco, a partire da una performance al Metropolitan Opera House a New York nel 1969. Tornato a Stoccarda, Cranko invita Kenneth MacMillan a una collaborazione con la compagnia, che risulta nella creazione di quattro balletti più un Requiem, tributo realizzato da MacMillan dopo la morte del coreografo.
Su impulso di Cranko il Balletto di Stoccarda istituisce nel 1971 la propria scuola di balletto, rinominata John Cranko Schule nel 1974. La sua assistente e coreologa Georgette Tsinguirides ha preservato il suo lavoro in notazione Benesh Movement.
John Cranko muore il 26 giugno 1973 per shock anafilattico dovuto a farmaci sonniferi su un volo transatlantico per Dublino, di ritorno dagli Stati Uniti dopo una tournée di successo.  Sua madre Grace, divorziata dal padre Herbert e residente in Rhodesia, viene a conoscenza della sua morte da una trasmissione alla radio.
John Cranko è sepolto in un piccolo cimitero nei pressi di Schloss Solitude a Stoccarda.

## Commemorazioni
Nel 2007 il Balletto di Stoccarda ha celebrato l'ottantesimo compleanno di John Cranko organizzando il Cranko Festival. Il balletto Voluntaries di Glen Tetley è stato creato in sua memoria.
La John Cranko Society di Stoccarda, fondata nel 1975, promuove la conoscenza del balletto e dell'opera di Cranko, sostiene finanziariamente spettacoli e danzatori di talento, e ogni anno conferisce il premio John Cranko Award.